# Дува
Дува, Тува (чагат. دُوَايِن‎) (перс. تووان بک‎; ум. 1307) — девятый правитель Чагатайского улуса (1282—1307), сын Борака.

## Биография
В 1282 году, несмотря на молодость, был поставлен во главе своего улуса угэдэидом Хайду, контролировавшим Среднюю Азию. Дува стал верным союзником Хайду и участвовал в его войнах с другими монгольскими улусами — империей Юань и государством Хулагуидов. Хайду и Дува вмешивались в династическую борьбу в восточной части Улуса Джучи, Синей (или Белой) Орде, управлявшейся потомками Орда-Эджена и фактически независимой от сарайского правительства. Когда против правившего в Синей Орде Баяна восстал его троюродный брат Куйлюк, он изгнал Баяна с помощью войск Дувы и Хайду.

## Правление
Хайду умер в конце 1301 года вскоре после битвы с юаньскими войсками, назвав перед смертью преемником своего сына Уруса и завещав ему во всём советоваться с Дувой. Последний, по сведениям Рашид ад-Дина, был тяжело ранен в сражении и с этого времени оставался неизлечимо больным. По мнению В. Бартольда, кипучая деятельность Дувы в последующие годы не подтверждает известия персидского источника. Дува убедил царевичей вместо Уруса избрать ханом первенца Хайду Чапара, и тот был возведён на престол весной 1303 года. По словам Вассафа, Дува выбрал Чапара, потому что именно он посоветовал Хайду сделать Дуву главой Чагатайского улуса в 1282 г. Но Кашани сообщает, что выбор Дувы пал на Чапара, потому, что тот был слабовольным и не отличался умом, и при нём Дуве проще было бы установить свою власть землях Хайду.
Дуве принадлежала инициатива восстановить целостность Монгольской империи в форме федерации. По этому плану правители отдельных улусов должны были соблюдать мир, признавая номинальное главенство каана — юаньского императора; торговля должна была осуществляться свободно на всей территории империи. Тэмур-каан поддержал эту инициативу, и в августе 1304 года послы каана, Чапара и Дувы прибыли ко двору ильхана Олджейту, который, как и джучидский хан Тохта, присоединился к соглашению. Однако договор имел силу только на бумаге, так как межулусные войны вскоре продолжились.

## Смерть
Дува скончался в 1306 году от воспаления мозга (Рашид ад-Дин) или в 1307 году от паралича (Вассаф). На престол был возведён его сын Кунчек, умерший уже в 1308 году. Из других сыновей Дувы ханами становились Кебек, Эсен-Бука, Элджигидей, Дува-Темур и Тармаширин.

### Книги
- Бартольд В. В. Очерк истории Семиречья // Бартольд В. В. Сочинения. — М.: Издательство восточной литературы, 1963. — Т. II, ч. 1. — С. 71, 72.
- Biran M. Qaidu and the rise of the independent Mongol state in Central Asia. — Curzon, 1997. — 198 p. — ISBN 0700706313.

### Статьи
- П. Н. Петров. Хронология правления ханов в Чагатайском государстве в 1271-1368 гг. (По материалам нумизматических памятников) // Тюркологический сборник / Институт восточных рукописей РАН : Сборник. — 2009.